# A. 왈리스 마이르스

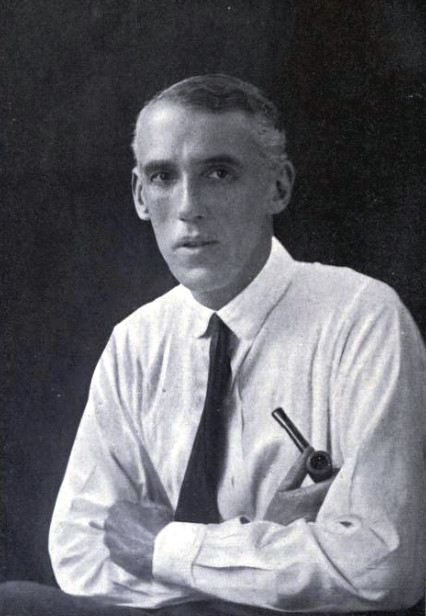
마이르스의 모습

아서 왈리스 마이르스(1873년 7월 24일 ~ 1939년 6월 7일)은 영국의 테니스인이다.